# Satoshi Tajiri
Satoshi Tajiri (japanska: 田尻智?, Tajiri Satoshi), född den 28 augusti 1965 i Tokyo, är en japansk speldesigner samt skaparen av Pokémon.

## Biografi
Tajiri växte upp i Machida utanför Tokyo tillsammans med sin mamma, som var hemmafru, och sin pappa, som jobbade som bilförsäljare inom det japanska bilföretaget Nissan. Tajiris största sysselsättning som liten var att ströva omkring utomhus exempelvis i skogar, på åkrar och på stora fält för att samla och hitta insekter. Intresset för entomologi fick honom att tillbringa timmar efter timmar ute i det japanska landskapet.
Tajiri var en ensamvarg och var inte särskilt intresserad av att börja college som de flesta japanska ungdomarna drömde om. Han var till en början inte speciellt karriärinriktad. TV-spel var det andra stora intresset han hade under sin barndom. Bebyggelsen på de fält, åkrar, skog och floder där han som barn varit på insektsjakt är delvis en orsak till att han började spela allt mer. Han tillbringade mycket tid med arkadspel tillsammans med sina kompisar och slog många rekord. Satoshis föräldrar blev med tiden oroliga då han hellre spelade spel än studerade. Hans pappa ordnade ett jobb som elektriker men Satoshi vägrade.

## Karriär
1982 startade han speltidningen Game Freak tillsammans med några av sina vänner, däribland Ken Sugimori som kom att illustrera varje figur som befann sig i deras fantasi. Idén om Pokémon influerade Satoshi med sin barndom. Den återspeglade hans stora intressen och han hade samma mål som han själv lagt ut när han vandrat runt i naturen. Nio år senare fick han drömjobbet som speldesigner på Nintendo. När Satoshi insåg möjligheterna med att man kan koppla ihop två av Nintendos bärbara Game Boy, föreställde han sig små skalbaggar som kröp från den ena konsolen till den andra. På det sättet kunde spelarna byta sina elektroniska varelser med varandra. Denna funktion skulle passa perfekt till hans egna kommande spel och med stöd kom spelproducenten Shigeru Miyamoto, som bland annat låg bakom succén Donkey Kong.

### Fotnoter
1. ↑  Babelio, Babelio författar-ID: 136952.[källa från Wikidata]
2. ↑  IMDb-ID: nm0846969, läst: 14 september 2023.[källa från Wikidata]
3. ↑  Internet Movie Database, IMDb-ID: nm0846969co0047972.[källa från Wikidata]
4. ↑  Arne Lapidus (24 juli 2016). ”Så skapades succén med "Pokémon Go"” (på svenska). Expressen. https://www.expressen.se/nyheter/inloggad/sa-skapades-succen-med-pokemon-go/. Läst 30 september 2019.